# 庫尼亞波

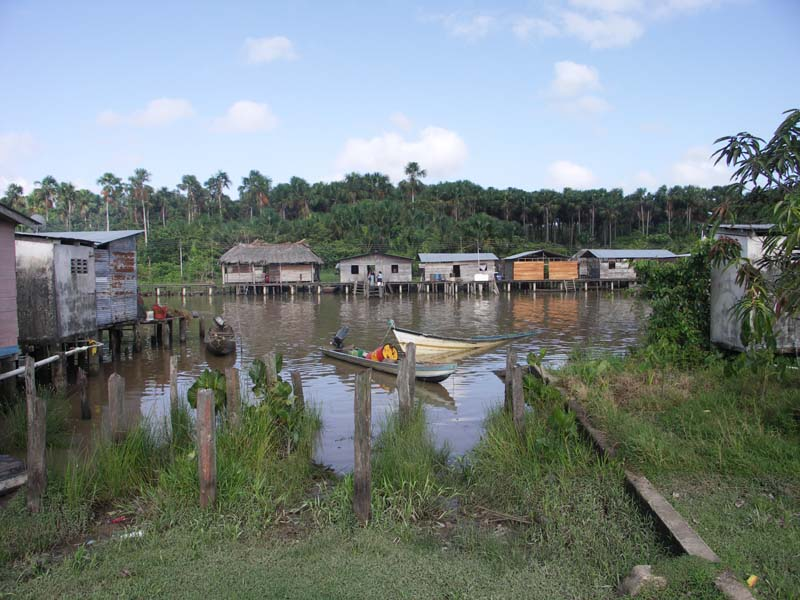

庫尼亞波（西班牙語：Curiapo），是委內瑞拉的城鎮，位於該國東部阿馬庫羅三角洲州，是安東尼奧迪亞斯市的首府，該城鎮設有數間小學，2011年人口26,661。
8°34′48″N 60°59′51″W / 8.58000°N 60.99750°W